# Kaspar Ludwig Merkl

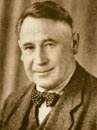
Kaspar Ludwig Merkl ca. 1955

Kaspar Ludwig Merkl (* 4. Februar 1885 in Kemnath, Oberpfalz; † 1967) war ein deutscher Apotheker, Autor und Maler.

## Leben
Merkl begann 1904 seine pharmazeutische Ausbildung in der Schützen-Apotheke in München. Nach einer Konditionszeit, die ihn u. a. nach Dessau und Allenstein führte, übernahm er 1914 zunächst als Pächter die Grafschafts-Apotheke in Haag in Oberbayern. Sein umfangreiches Werk, das neun Romane sowie Novellen und Erzählungen umfasst, schuf er neben seiner beruflichen Tätigkeit. Sein Schaffen mit Stift und Papier besorgte ihm sowohl zu Lebzeiten als auch postum die Anerkennung vieler Schriftsteller und Denker, welche ihn als „dichtenden Apotheker“ oder gar Philosophen beschrieben.
Merkl stand unter anderem in engem Kontakt mit seinen Zeitgenossen Julius Levin, Georg Urdang oder auch Rudolf G. Binding, dessen Stammtischrunde in München er oft besuchte.

## Literarisches Werk
- 1913: Der Gutsbesitzer von Holderau. München, Langen.
- 1916: Die Kakteensammlung (die Geschichte mit den Feiertagen). Berlin, Fischer.
- 1920: Das Narrenseil, zwei Novellen. Berlin, Fischer.
- 1922: Die Geige in Gottes Hand. Berlin, Dom.
- 1922: Die vierfältige Allmacht. Berlin, Dom.
- 1934: Das Wirrsal der Welt (eine humoristische Apothekertrilogie). Berlin, Standesgemeinschaft Deutscher Apotheker.
- 1930–1967: diverse Artikel und Veröffentlichungen in deutschen Pharmacieorganen.

## Malerisches Werk
Sein malerisches Werk umfasst sowohl eine große Anzahl an Ölbildern, vorwiegend oberbayrische Landschafts- und Naturszenerien aus dem Inntal, sowie eine beachtliche Anzahl an kleineren Zeichnungen und Karikaturen.

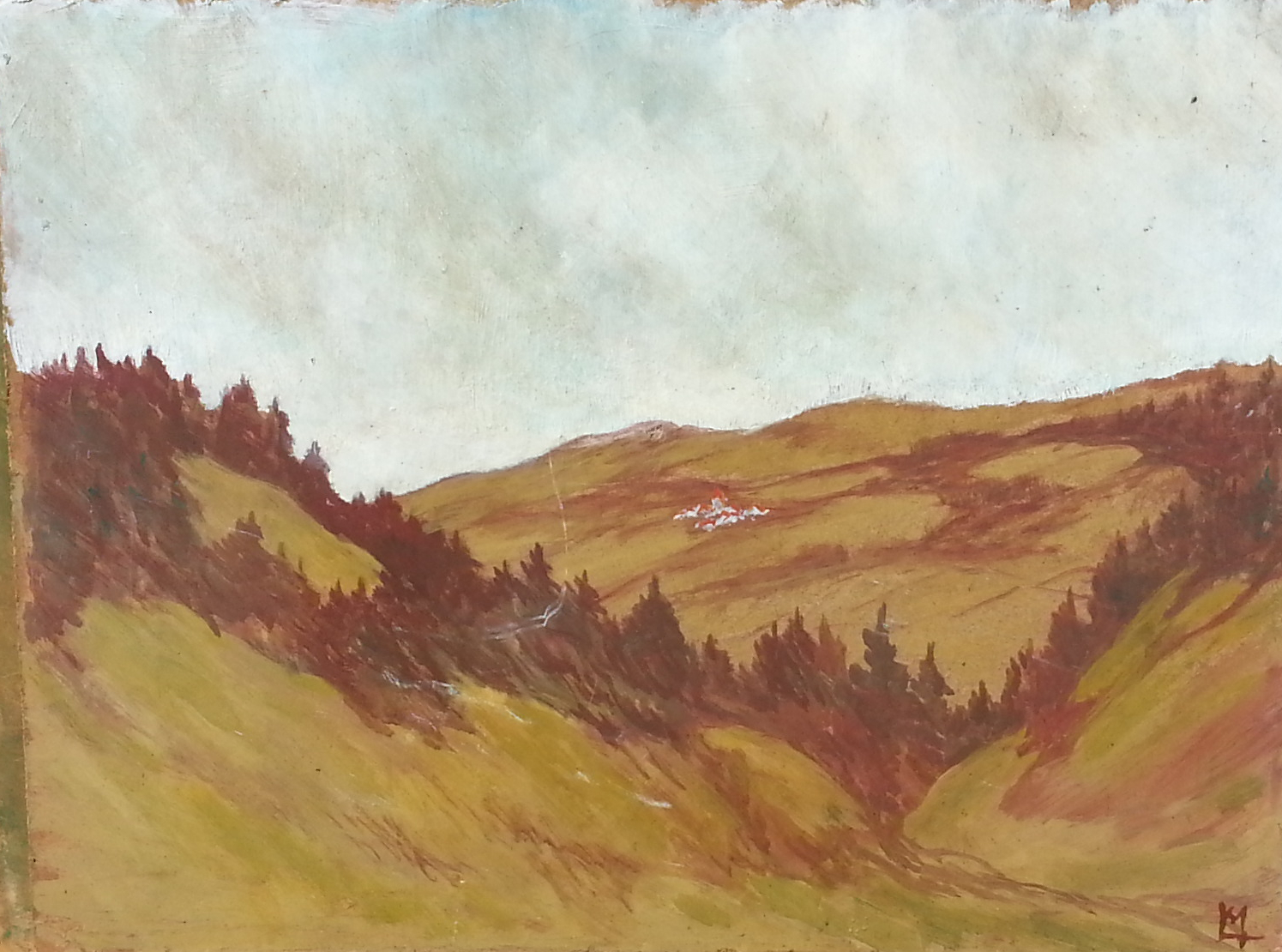
Öl auf Holz, ca. 1960, Sammlung Antiquariat Innbücher
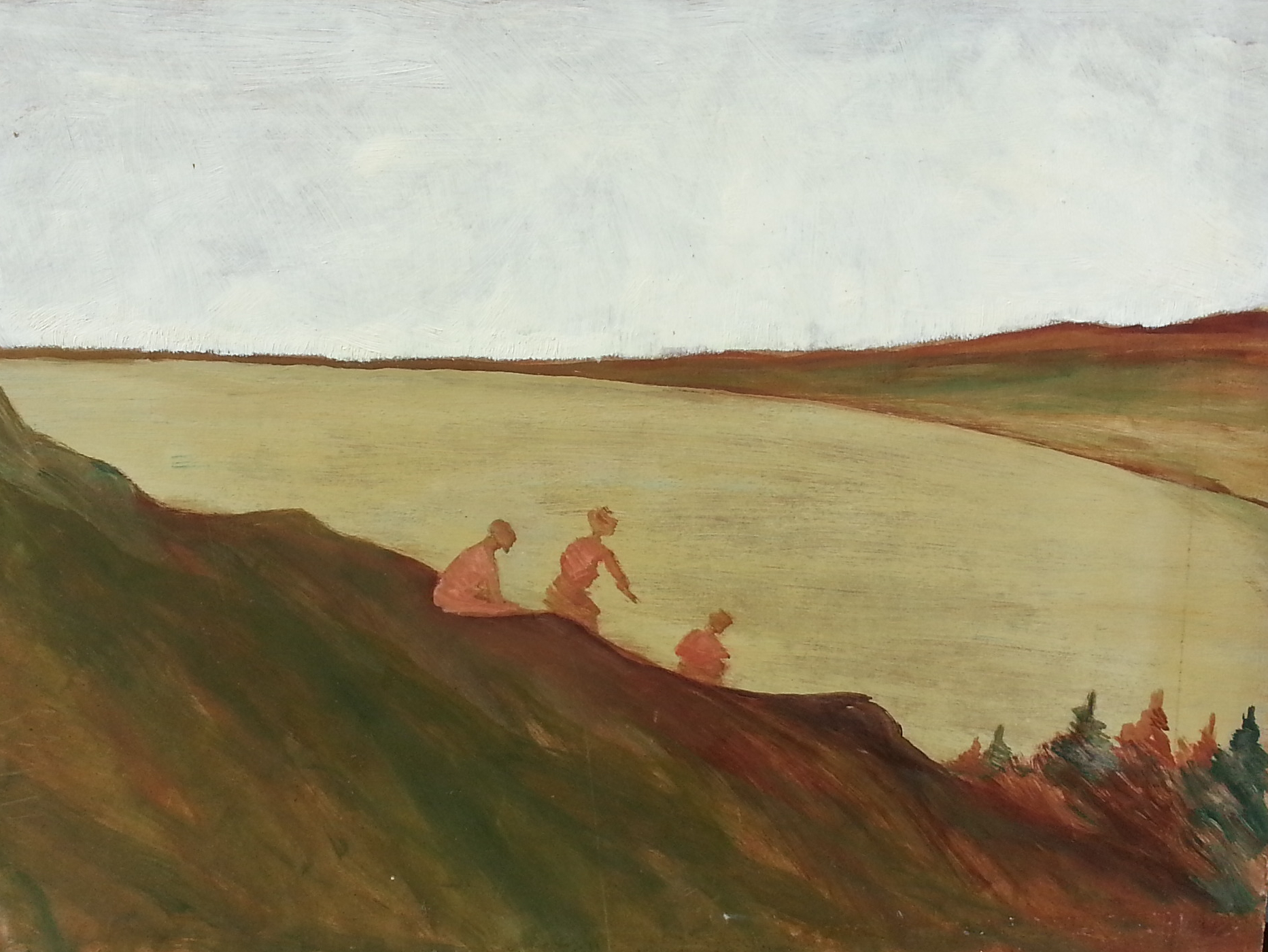
Öl auf Holz, ca. 1960, Sammlung Antiquariat Innbücher
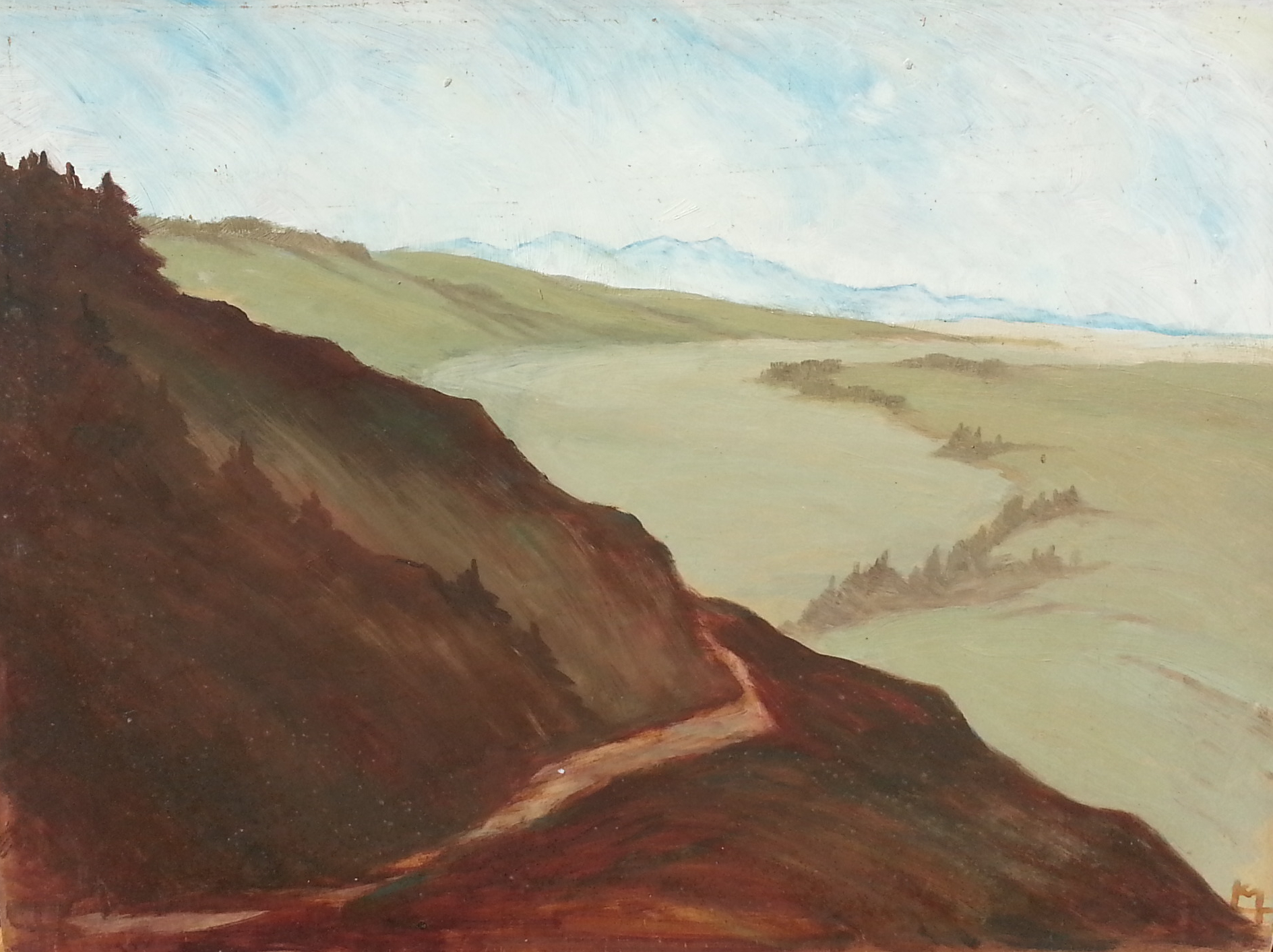
Öl auf Holz, ca. 1960, Sammlung Antiquariat Innbücher
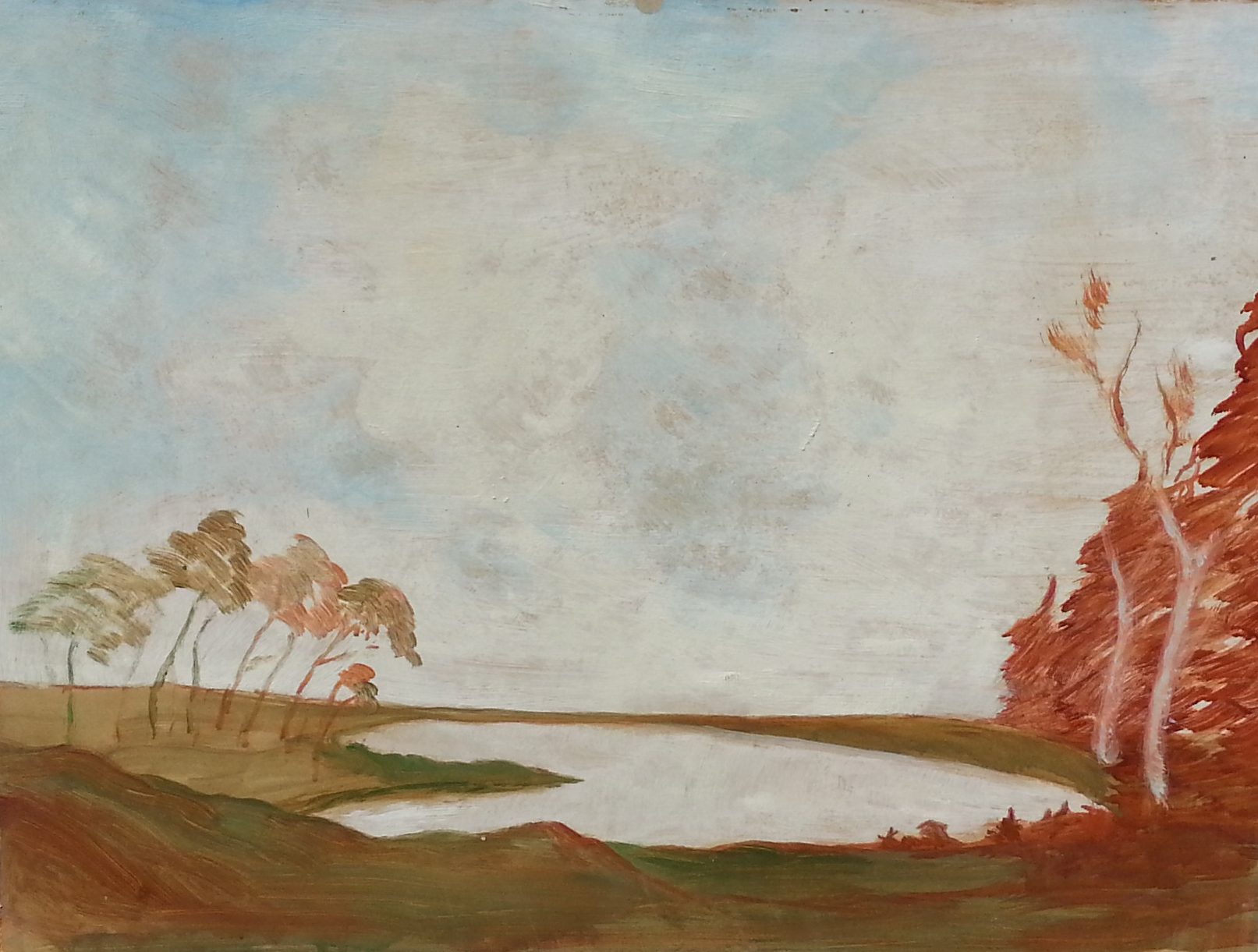
Öl auf Holz, ca. 1960, Sammlung Antiquariat Innbücher
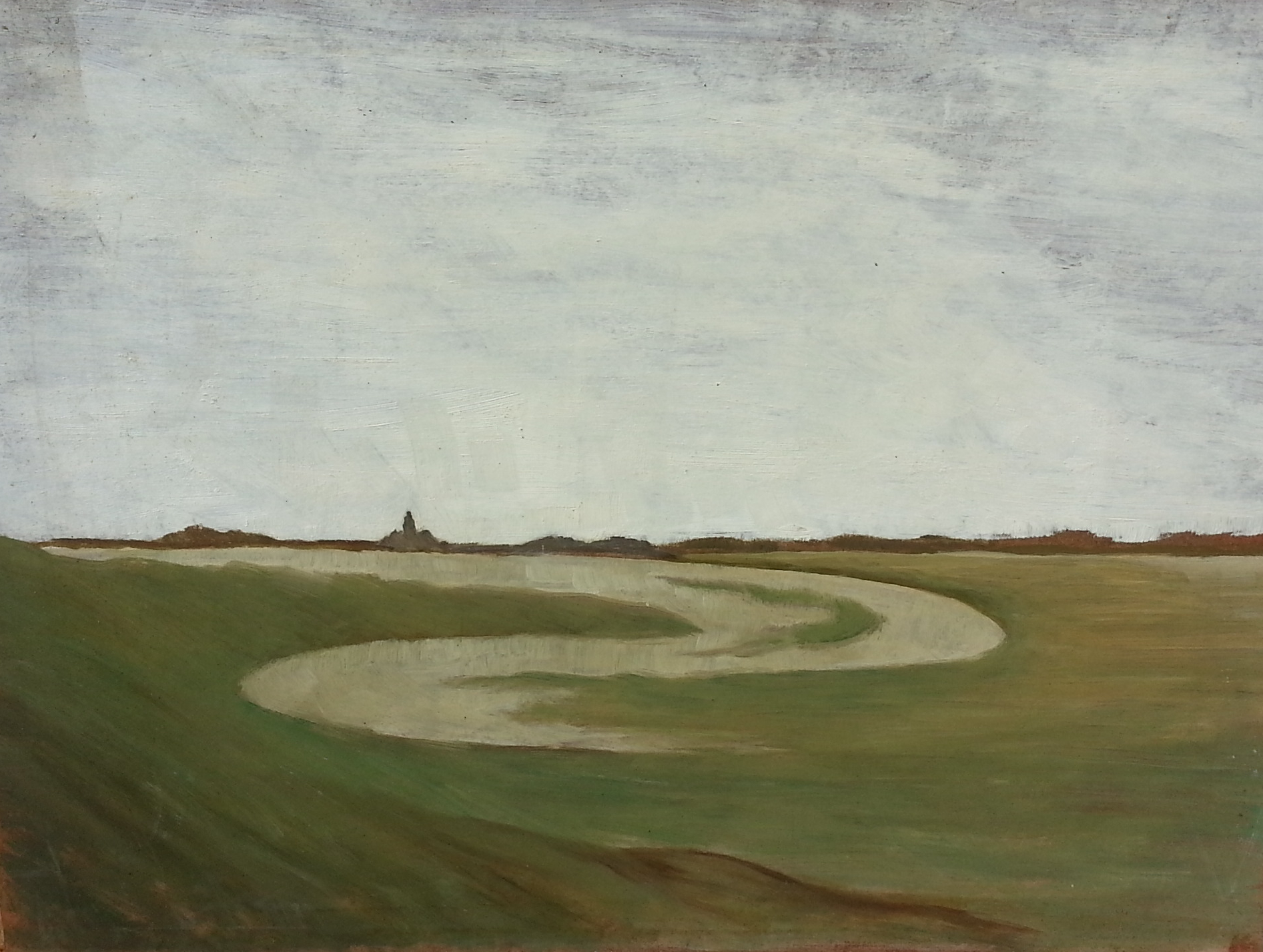
Öl auf Holz, ca. 1960, Sammlung Antiquariat Innbücher
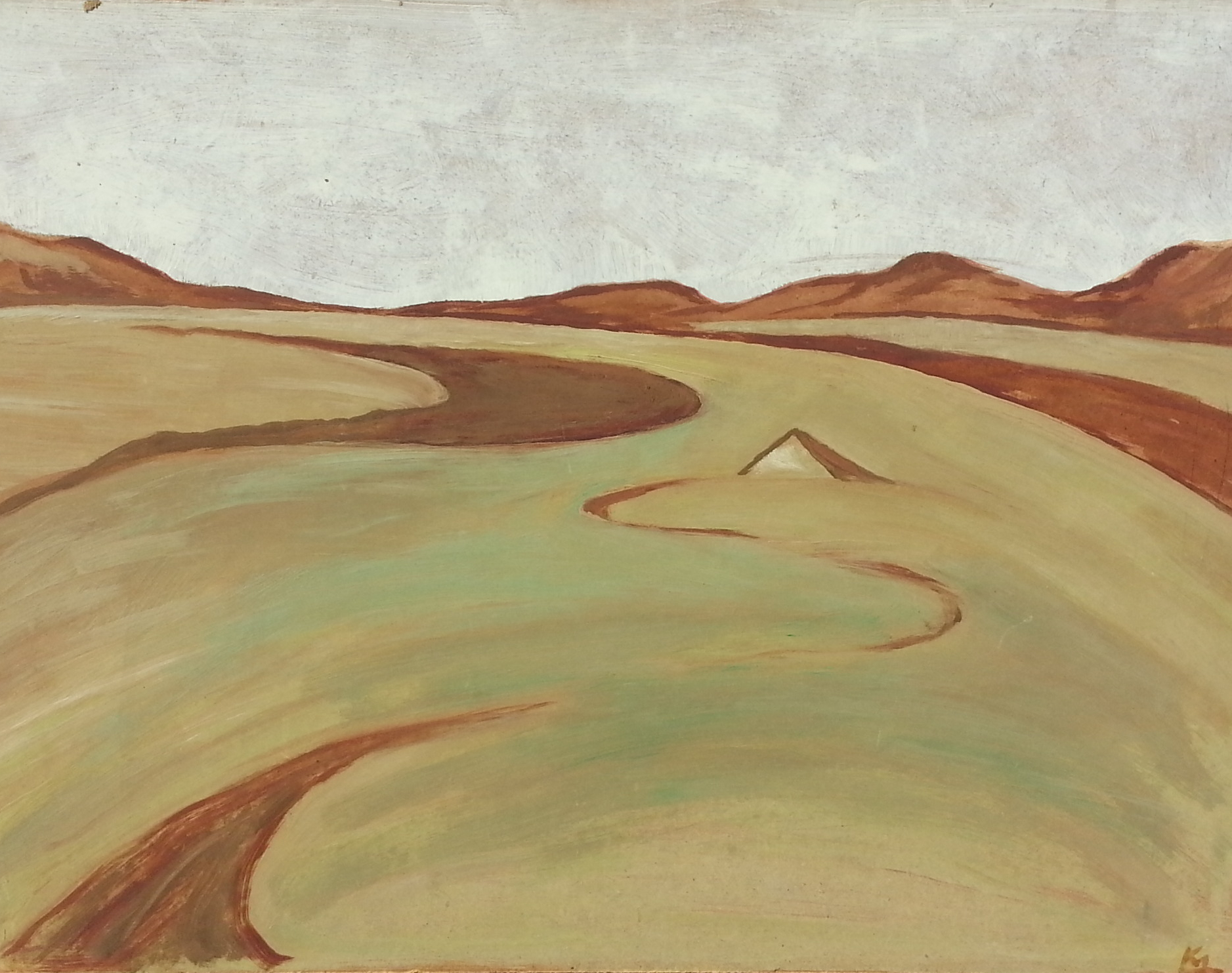
Öl auf Holz, ca. 1960, Sammlung Antiquariat Innbücher
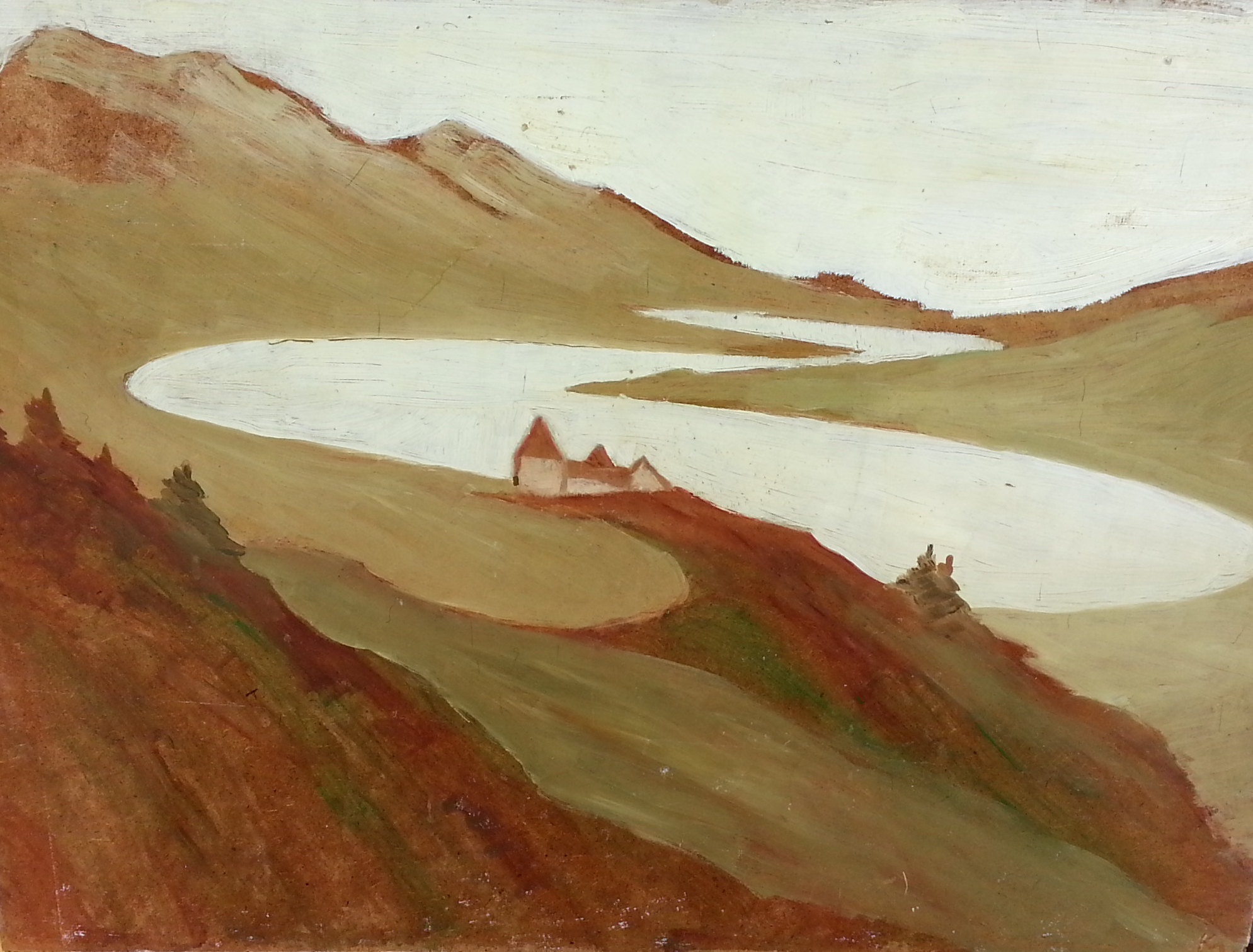
Öl auf Holz, ca. 1960, Sammlung Antiquariat Innbücher
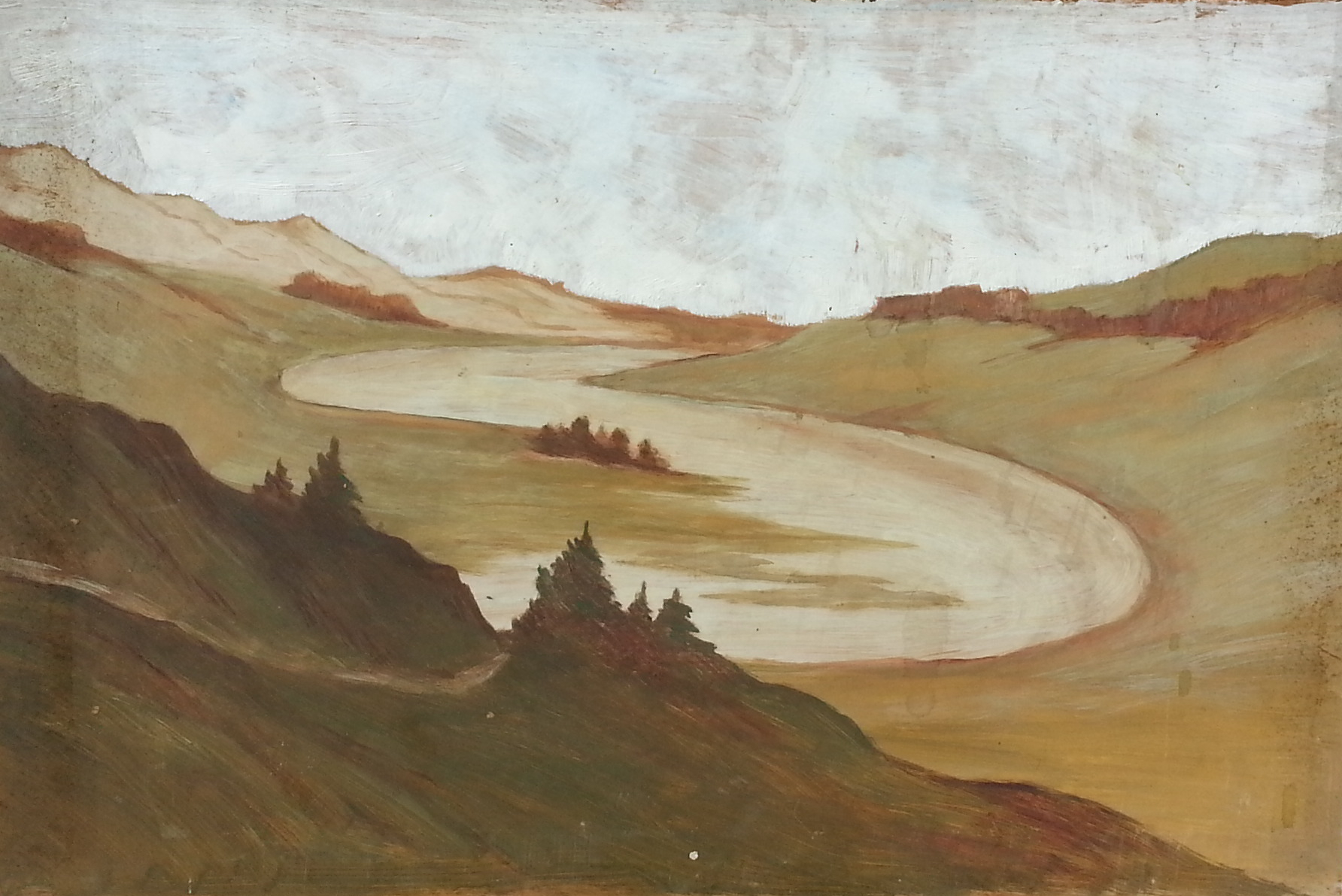
Öl auf Holz, ca. 1960, Sammlung Antiquariat Innbücher
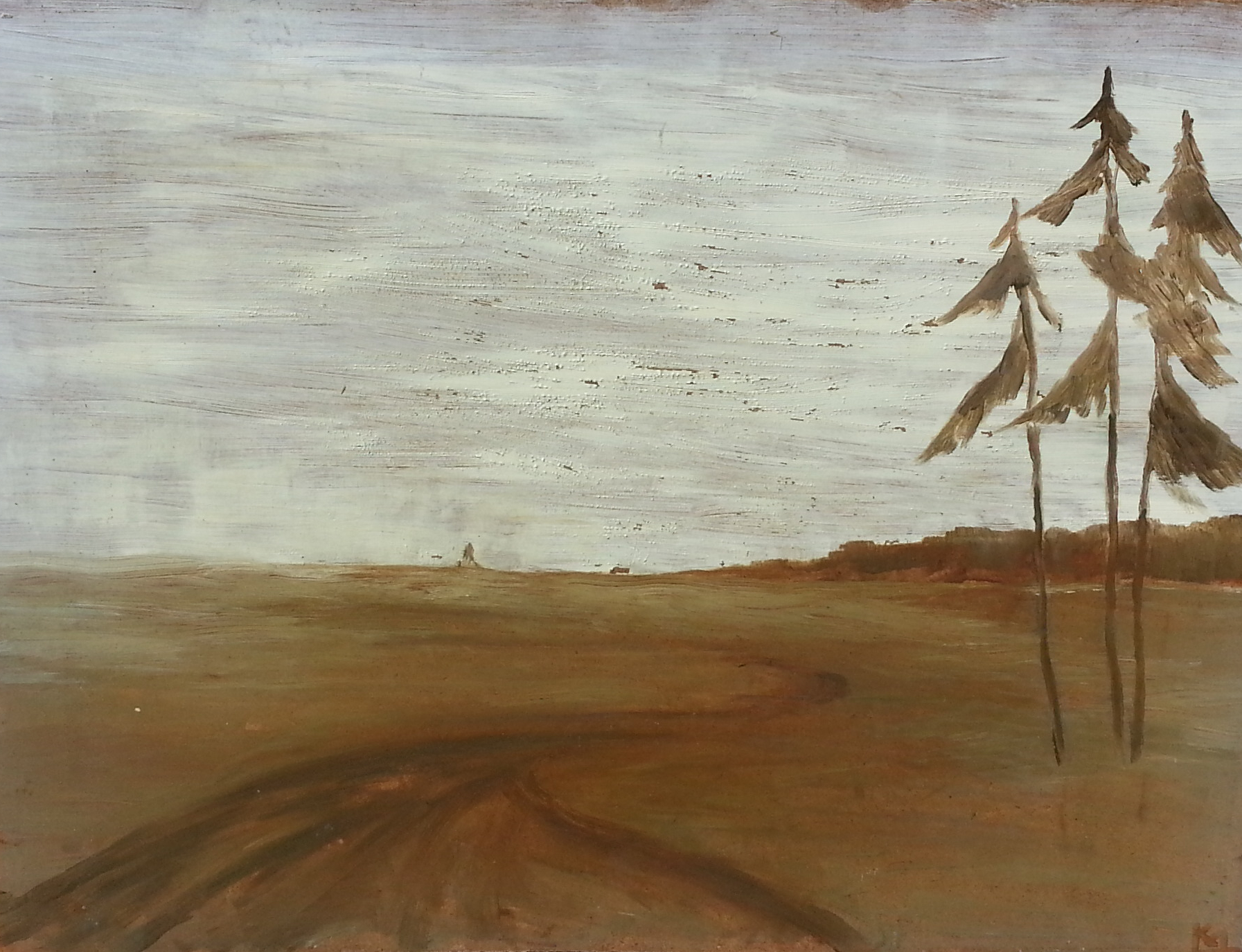
Öl auf Holz, ca. 1960, Sammlung Antiquariat Innbücher
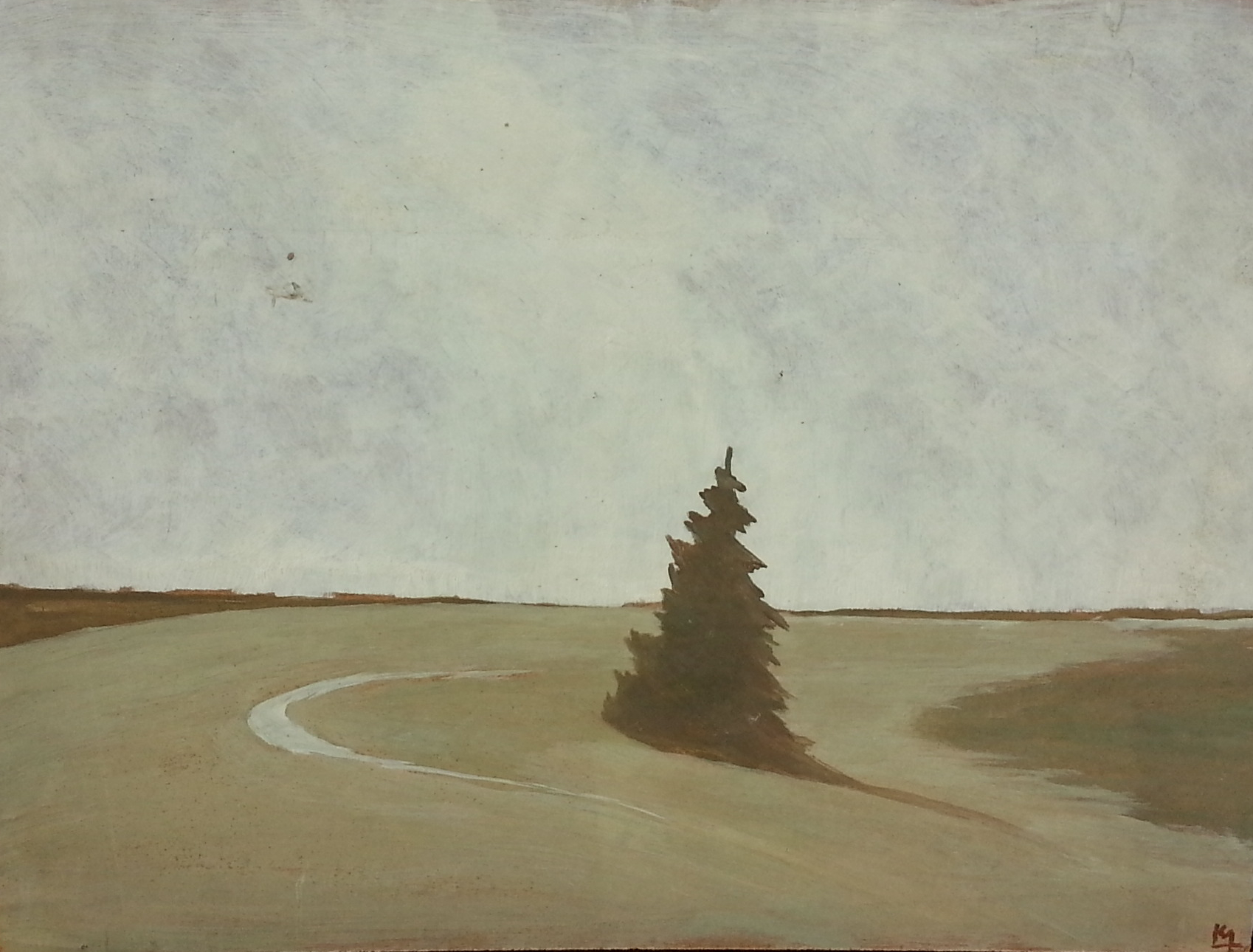
Öl auf Holz, ca. 1960, Sammlung Antiquariat Innbücher